# Liste des longs métrages yougoslaves proposés à l'Oscar du meilleur film international
Cet article présente la liste des longs métrages yougoslaves proposés à l'Oscar du meilleur film international.

## Films proposés par la Yougoslavie
| Année (Cérémonie) | Titre français                           | Titre original                            | Langue(s)                                | Réalisateur          | Résultat  |
| ----------------- | ---------------------------------------- | ----------------------------------------- | ---------------------------------------- | -------------------- | --------- |
| 1959 (31e)        | La Route d'une année                     | La strada lunga un anno                   | italien                                  | Giuseppe De Santis   | Nommé     |
| 1960 (32e)        | Train sans horaire                       | Влак без возног реда Vlak bez voznog reda | serbo-croate                             | Veljko Bulajić       | Non nommé |
| 1961 (33e)        | L'Enfer nazi                             | Deveti krug                               | serbo-croate                             | France Štiglic       | Nommé     |
| 1964 (36e)        | Kozara                                   |                                           | serbo-croate                             | Veljko Bulajić       | Non nommé |
| 1965 (37e)        | Skopje 1963 (sh)                         | Skopje '63                                | serbo-croate                             | Veljko Bulajić       | Non nommé |
| 1967 (39e)        | Tri                                      |                                           | serbo-croate                             | Aleksandar Petrović  | Nommé     |
| 1968 (40e)        | J'ai même rencontré des Tziganes heureux | Skupljači perja                           | serbo-croate                             | Aleksandar Petrović  | Nommé     |
| 1969 (41e)        | Il pleut dans mon village                | Biće skoro propast sveta                  | serbo-croate                             | Aleksandar Petrović  | Non nommé |
| 1970 (42e)        | La Bataille de la Neretva                | Bitka na Neretvi                          | serbo-croate, anglais                    | Veljko Bulajić       | Nommé     |
| 1972 (44e)        | La Graine noire                          | Crno seme, Црно семе                      | macédonien                               | Kiril Tsenevski      | Non nommé |
| 1973 (45e)        | Le Maître et Marguerite                  | Majstor i Margarita                       | serbo-croate, italien                    | Aleksandar Petrović  | Non nommé |
| 1974 (46e)        | La Cinquième Offensive                   | Sutjeska                                  | serbo-croate, anglais, allemand          | Stipe Delić (ro)     | Non nommé |
| 1975 (47e)        | Le Derviche et la Mort                   | Derviš i smrt                             | serbo-croate                             | Zdravko Velimirović  | Non nommé |
| 1976 (48e)        | Assassinat à Sarajevo                    | Sarajevski atentat                        | serbo-croate, tchèque, anglais, allemand | Veljko Bulajić       | Non nommé |
| 1977 (49e)        | La Nuit de la métamorphose               | Izbavitelj                                | serbo-croate                             | Krsto Papić          | Non nommé |
| 1979 (51e)        | L'Occupation en 26 images                | Okupacija u 26 slika                      | serbo-croate                             | Lordan Zafranović    | Non nommé |
| 1980 (52e)        | L'Homme à détruire                       | Čovjek koga treba ubiti                   | serbo-croate                             | Veljko Bulajić       | Non nommé |
| 1981 (53e)        | Traitement spécial                       | Посебан третман                           | serbo-croate                             | Goran Paskaljević    | Non nommé |
| 1982 (54e)        | Te souviens-tu de Dolly Bell ?           | Sjećaš li se Dolly Bell?                  | serbo-croate                             | Emir Kusturica       | Non nommé |
| 1983 (55e)        | Miris dunja (sr)                         |                                           | serbo-croate                             | Mirza Idrizović (sh) | Non nommé |
| 1984 (56e)        | Veliki transport (sh)                    |                                           | serbo-croate                             | Veljko Bulajić       | Non nommé |
| 1985 (57e)        | Kraj rata (sh)                           | Крај рата                                 | serbo-croate                             | Dragan Kresoja       | Non nommé |
| 1986 (58e)        | Papa est en voyage d'affaires            | Otac na službenom putu                    | serbo-croate                             | Emir Kusturica       | Nommé     |
| 1987 (59e)        | Bonne Année 49                           | Среќна Нова '49                           | macédonien, serbo-croate                 | Stole Popov          | Non nommé |
| 1988 (60e)        | Déjà vu                                  | Već viđeno                                | serbo-croate, espéranto                  | Goran Marković       | Non nommé |
| 1989 (61e)        | Život sa stricem                         |                                           | serbo-croate                             | Krsto Papić          | Non nommé |
| 1990 (62e)        | Le Temps des Gitans                      | Dom za vešanje                            | serbo-croate, romani, italien            | Emir Kusturica       | Non nommé |
| 1991 (63e)        | Le Temps des miracles                    | Vreme čuda                                | serbo-croate                             | Goran Paskaljević    | Non nommé |
| 1992 (64e)        | Original falsifikata (sh)                |                                           | serbo-croate                             | Dragan Kresoja       | Non nommé |
| 1995 (67e)        | Vukovar, poste restante                  | Вуковар, једна прича                      | serbo-croate                             | Boro Drašković       | Non nommé |
| 1996 (68e)        | Underground                              | Подземље                                  | serbo-croate                             | Emir Kusturica       | Non nommé |
| 1997 (69e)        | Joli Village, Jolie Flamme               | Лепа села лепо горе                       | serbo-croate                             | Srđan Dragojević     | Non nommé |
| 1998 (70e)        | Tri letnja dana (sr)                     | Три летња дана                            | serbo-croate                             | Mirjana Vukomanović  | Non nommé |
| 1999 (71e)        | Baril de poudre                          | Буре барута                               | serbo-croate                             | Goran Paskaljević    | Non nommé |
| 2000 (72e)        | Belo odelo (sr)                          | Бело одело                                | serbo-croate                             | Lazar Ristovski      | Non nommé |
| 2001 (73e)        | Accroché au ciel                         | Небеска удица                             | serbo-croate                             | Ljubiša Samardžić    | Non nommé |
| 2002 (74e)        | Rat uživo (sr)                           | Рат уживо                                 | serbo-croate                             | Darko Bajić          | Non nommé |
| 2003 (75e)        | Lavirint (sh)                            | Лавиринт                                  | serbo-croate                             | Miroslav Lekić       | Non nommé |